# 穆拉韋伊尼克 (諾夫哥羅德-謝韋爾斯基區)
52°3′15″N 32°51′26″E / 52.05417°N 32.85722°E
穆拉韋伊尼克（烏克蘭語：Муравейник），是烏克蘭的村落，位於該國北部切爾尼戈夫州，由諾夫哥羅德-謝韋爾斯基區負責管轄，面積0.32平方公里，海拔高度166米，2001年人口79，人口密度每平方公里246.9人。